# Список міністрів культури України
Список осіб, які  керували:
- Міністерством культури УРСР (1953—1991)
- Міністерством культури України (1991—1994)
- Міністерством культури і мистецтв України (1994—2005)
- Міністерством культури і туризму України (2005—2010)
- Міністерством культури України (2012—2019)
- Міністерством культури, молоді та спорту України (2019—2020)
- Міністерством культури та інформаційної політики України (2020—2024)
- Міністерством культури та стратегічних комунікацій України (з 2024)

## Міністри культури УРСР
| № | Час повноважень                    | Портрет            | Ім'я                             |
| 1 | 10 квітня 1953 — 9 липня 1956      |                    | Литвин Костянтин Захарович       |
| 2 | 9 липня 1956–1971                  |                    | Бабійчук Ростислав Володимирович |
| 3 | 15 листопада 1971 — 15 жовтня 1973 |                    | Єльченко Юрій Никифорович        |
| 4 | 15 жовтня 1973 — 7 червня 1977     | Романовський О. К. | Романовський Олексій Корнійович  |
| 5 | 7 червня 1977 — 13 вересня 1983    |                    | Безклубенко Сергій Данилович     |
| 6 | 13 вересня 1983 — 7 липня 1991     |                    | Олененко Юрій Олександрович      |
| 7 | 7 липня 1991 — 24 серпня 1991      |                    | Хоролець Лариса Іванівна         |

## Міністри культури України
| № | Час повноважень                    | Портрет | Ім'я                                     |
| 1 | 24 серпня 1991 — 17 листопада 1992 |         | Хоролець Лариса Іванівна                 |
| 2 | 17 листопада 1992 — 19 серпня 1994 |         | Дзюба Іван Михайлович                    |
| 3 | серпень 1994 — вересень 1995       |         | Яковина Микола Михайлович в. о. Міністра |

## Міністри культури і мистецтв України
| № | Час повноважень                 | Портрет          | Ім'я                         |
| 1 | 25 вересня 1995 — 4 серпня 1999 | Дмитро Остапенко | Остапенко Дмитро Іванович    |
| 2 | 4 серпня 1999 — 7 грудня 1999   | Юрій Богуцький   | Богуцький Юрій Петрович      |
|   | 7 грудня 1999 — 30 грудня 1999  |                  | —                            |
| 3 | 30 грудня 1999 — 31 травня 2001 |                  | Ступка Богдан Сильвестрович  |
| 4 | 1 червня 2001 — 3 лютого 2005   | Юрій Богуцький   | Богуцький Юрій Петрович      |
| 5 | 4 лютого 2005 — 16 травня 2005  | Оксана Білозір   | Білозір Оксана Володимирівна |

## Міністри культури і туризму України
| № | Час повноважень                   | Портрет        | Ім'я                         |
| 1 | 16 травня 2005 — 5 жовтня 2005    | Оксана Білозір | Білозір Оксана Володимирівна |
| 2 | 5 жовтня 2005 — 1 листопада 2006  | Ігор Ліховий   | Ліховий Ігор Дмитрович       |
| 3 | 1 листопада 2006 — 18 грудня 2007 | Юрій Богуцький | Богуцький Юрій Петрович      |
| 4 | 18 грудня 2007 — 11 березня 2010  |                | Вовкун Василь Володимирович  |
| 5 | 11 березня 2010 — 9 грудня 2010   |                | Кулиняк Михайло Андрійович   |

## Міністри культури України
| № | Час повноважень                      | Портрет | Ім'я                             | Заступники                                                                    |
| 1 | 9 грудня 2010 — 24 грудня 2012       |         | Кулиняк Михайло Андрійович       |                                                                               |
| 2 | 5 лютого 2013 — 24 лютого 2014 —     |         | Новохатько Леонід Михайлович     | Т. Кохан (1-й), В. Балюрко, Б.Стичинський                                     |
| 3 | 27 лютого 2014 — 2 грудня 2014       |         | Нищук Євген Миколайович          | О. Островська-Люта (1-й заст.), О. Журавчак, С. Фоменко                       |
| 4 | 2 грудня 2014 — 14 квітня 2016 року  |         | Кириленко В'ячеслав Анатолійович | І.Ліховий (1-й заст.), А. Вітренко, Р. Карандєєв, Ю. Зубко (керівник апарату) |
| 5 | 14 квітня 2016 — 29 серпня 2019 року |         | Нищук Євген Миколайович          | С. Фоменко (1-й заст.), Т.Мазур, Р. Карандєєв (Державний секретар)            |

## Міністр культури, молоді та спорту України
| № | Час повноважень                 | Портрет                | Ім'я                                 | Заступники |
| 1 | 2 вересня 2019 — 4 березня 2020 | Володимир Бородянський | Бородянський Володимир Володимирович | - Перший заступник Міністра — Максимчук Анатолій Олександрович - Державний секретар — Біденко Артем Ігорович - Заступники Міністра: Подоляк Ірина Ігорівна, Сівірін Олексій Станіславович, Шумілін Володимир Олександрович - Заступник Міністра з питань європейської інтеграції — Фоменко Світлана Валеріївна |

## Міністри культури та інформаційної політики України
| №       | Час повноважень                | Портрет             | Ім'я                                              | Заступники |
| 1       | 4 червня 2020 — 27 липня 2023  | Олександр Ткаченко  | Ткаченко Олександр Владиславович                  | - Перший заступник Міністра — Карандєєв Ростислав Володимирович - Державний секретар — Дуль Ярема Миколайович Лещук Юрій Віталійович - Заступники Міністра: Фоменко Світлана Валеріївна, Петасюк Лариса Володимирівна, Шевченко Тарас Сергійович, Льозін Артем Сергійович, Григоренко Галина Володимирівна, Бондар Анастасія Олександрівна, Чуєва Катерина Євгенівна |
| (в. о.) | 28 липня 2023 - 4 вересня 2024 | Ростислав Карандєєв | Карандєєв Ростислав Володимирович (в.о. Міністра) | - Державний секретар — Лещук Юрій Віталійович - Заступники Міністра: Шевченко Тарас Сергійович, Бондар Анастасія Олександрівна |

## Міністри культури та стратегічних комунікацій України
| №       | Час повноважень               | Портрет          | Ім'я                                       | Заступники |
| 1       | 5 вересня 2024 —16 липня 2025 | Микола Точицький | Точицький Микола Станіславович             | - Перший заступник Міністра — Карандєєв Ростислав Володимирович, Григоренко Галина Володимирівна - Державний секретар — Лещук Юрій Віталійович, Куроченко Олег Іванович - Заступники Міністра: Шевченко Тарас Сергійович, Бондар Анастасія Олександрівна, Наджос Андрій Іванович, Бєляєв Сергій Станіславович |
| (в. о.) | з 28 липня 2025               | Тетяна Бережна   | Бережна Тетяна Василівна (т.в.о. Міністра) | |